# Chapelle de Roc-Saint-Pierre
La chapelle de Roc-Saint-Pierre est une chapelle située à Saint-Pierre-le-Vieux, en France.

## Localisation
La chapelle est située sur la commune de Saint-Pierre-le-Vieux, dans le département français de la Lozère.

## Historique
L'édifice est inscrit au titre des monuments historiques en 1986.